# Кунг-фу панда 3
„Кунг-фу Панда 3“ (на английски: Kung Fu Panda 3) е американско-китайска компютърна анимация от 2016 г., продуциран от DreamWorks Animation и Oriental DreamWorks, разпространяван от 20th Century Fox. Режисьори на лентата са Дженифър Ю Нелсън и Алесандро Карлони, сценаристи са Джонатан Айбел и Глен Бъргър, продуцент е Мелиса Коб, изпълнителен продуцент е Гийермо дел Торо. Филмът е продължение на филма Кунг-фу панда 2 от 2011 г. и е трети от франчайза „Кунг-фу панда“.

## Сюжет
Историята разказва за срещата на По и неговия баща.